# Navires de Zwammerdam
Les navires de Zwammerdam sont diverses découvertes archéologiques de navires en bois de l'époque romaine sur le domaine « Hooghe Burch » dans le village néerlandais de Zwammerdam, sur la commune d'Alphen aan den Rijn.
Avec les navires de De Meern et les navires de Woerden, les navires de Zwammerdam constituent les découvertes archéologiques les plus importantes de navires de l'époque romaine en Europe du Nord-Ouest. C'est parce qu'à cette époque, le fleuve frontalier du Rhin et ses affluents le traversaient. À Zwammerdam se trouvait le Castellum Nigrum Pullum - traduit par « poulet noir » ou « terre noire » - (49 après J.-C.) découvert par le professeur Dr. Willem Glasbergen en 1968, après une suspicion déjà exprimée par son collègue le professeur Dr. Alexander Willem Byvanck dans une publication en 1943, selon laquelle une colonie romaine pouvait se trouver à cet endroit. Il a déduit cela de la découverte d'une tuile de toit datant de 200 après J.-C. portant le cachet « Legio I Minervia » de l'armée de Germania Inferior. Après sa découverte du passé romain de Valkenburg, sous l'impulsion de Glassbergen, Zwammerdam a suivi son exemple. Le fort romain était également le point de transbordement des matériaux de construction du Castellum Albanianae, construit cinq kilomètres à l'ouest en lien avec les invasions frisonnes à travers l'Aar en 51 après J.-C. En raison de mouvements de terrain et de glissements de terrain au IIIe siècle les navires se sont retrouvés ensevelis dans le sol. Le sol tourbeux, recouvert d'argile fluviatile et le niveau de la nappe phréatique assuraient une conservation naturelle favorable des matières périssables comme le bois.

## Découverte
Lors de la construction de pavillons pour l'établissement de soins de santé Johannes Stichting sur le domaine de Hooge Burch, Siem de Jong, un employé du Rijksdienst IJsselmeer Polders - R.IJ.P., creusait une tranchée d'essai le 7 novembre 1973 et participait à l'excavation du Prof. Glasbergen de l'I.P.P., une cale à poissons est trouvée. Plus tard, cinq autres navires fluviaux de l'époque romaine ont été découverts dans l'ancien lit de la rivière. Donc un total de 6 pièces. Le manque de financement de la part des autorités gouvernementales responsables pour un mur de palplanches contre le risque d'effondrement a conduit au premier financement participatif aux Pays-Bas pour une question culturelle gouvernementale. À l'initiative de l'architecte d'Alphen, Latief Perotti, en consultation avec le professeur Glasbergen, la campagne « Red Romeins Schip Zwammerdam (Sauver le navire romain de Zwammerdam en néerlandais) » a été lancée, qui a été soutenue par le directeur d'Avro-TV, Siebe van der Zee, et la reine Juliana. Tous les navires retrouvés ont été fouillés : trois bateaux de pêche faits de troncs de chêne évidés et trois navires de transport militaires à fond plat mesurant de 20 à 34 mètres de long, qui étaient utilisés par les Romains, entre autres, pour transporter des briques de Nimègue et de l'ardoise de l'Eifel à travers le Rhin. Les vestiges récupérés ont reçu chacun un numéro, précédé du nom du village où ils ont été trouvés : Zwammerdam 1 à Zwammerdam 6, et ont été conservés pendant 45 ans dans des cuves en zinc avec du polyéthylène glycol au Nationaal Depot voor Scheepsarcheologie (Dépôt national d'archéologie navale en néerlandais) à Ketelhaven (nl) et plus tard, à Lelystad. Un gouvernail a également été retrouvé. Sur la base des enchères de 1974, la valeur antique du Zwammerdam 4 dans le sol était déjà de 2 à 4 millions d'euros. Le ministre de la Ministerie van Cultuur, Recreatie en Maatschappelijk Werk CRM de l'époque, Harry van Doorn, ancien propriétaire des découvertes archéologiques, ne voyait aucune possibilité légale de commerce. Il fallait étudier les prêts rémunérés.
Les fondations suivantes ont été établies à l'époque pour l'excavation, la conservation et l'hébergement des navires de Zwammerdam dans un musée, ainsi que pour la planification d'Archeon (parc à thème) (nl) :
- Stichting Redt Romeins Schip Zwammerdam (ou La Fondation sauve le navire romain Zwammerdam) - 1974. Initiative de l'architecte Latief Perotti à des fins de fouilles et de conservation ;
- Stichting voor Experimentele Archeologie en Educatieve Vorming - Exparch (ou Fondation pour l'archéologie expérimentale et la formation pédagogique - Exparch) - 1978. Initiative de l'ingénieur Doedo Buining et le professeur Dr. Leendert P. Louwe Kooijmans, dans le but de planifier un établissement historique à Apeldoorn, sur la base d'un exemple danois. Cette initiative a été soutenue par le RMO de Leyde et le ROB (Agence du patrimoine culturel des Pays-Bas) d'Amersfoort.
- Stichting Forum Romanum Albanianum (ou Fondation Forum Romanum Albanum) - 1984. Initiative de l'ingénieur Jan J. de Back et de l'architecte Latief Perotti dans le but de créer un musée maritime romain pour les "navires de Zwammerdam" et de promouvoir le tourisme à Alphen aan den Rijn. Cette initiative a été soutenue par la « Fondation pour la promotion d'Alphen » - président Drs. Henk Dinkelaar, ainsi que "l'Association des Entrepreneurs Alphen aan den Rijn -VOA", le président Aad Groenendijk et le * "Alphen aan den Rijn Economic Advisory Group", avec les membres drs. Henk Dinkelaar - directeur du bureau d'ingénierie, directeur de la banque Bert van Zeijts, ir. Bert A. Bos, directeur des travaux publics et du Conseil culturel d'Alphen, président Piet van Uden. La nécessité d'un large financement pour un musée a incité le conseil d'administration de la fondation Forum Romanum Albanianum en 1986 à étendre son initiative dans l'esprit de la fondation Exparch et de diverses autres initiatives en cours en Allemagne, en Suisse, en Angleterre et en France.
- Cela a conduit à la fusion des fondations Exparch et Forum Romanum Albanianum et, sous la direction de l'ingénieur Jan J. de Back a donné naissance à la fondation Exparch, qui est devenue peu après le parc à thème Archeon.

### Les pirogues Zwammerdam 1, 3 et 5
Ces épaves sont trois pirogues de tailles différentes, taillées dans du chêne. Alors que les plus petits canoës en rondins Zwammerdam 1 et Zwammerdam 5 servaient de bateaux de pêche, le Zwammerdam 3 était probablement une forme spéciale qui aurait également pu être utilisée pour transporter des charges.

#### Zwammerdam 1
Le Zwammerdam 1 (découvert par hasard en décembre 1971) mesurait 6,99 m de long et probablement 1,05 m de large. La largeur ne peut être qu'estimée car la partie centrale du bateau a été détruite par la drague lors de sa découverte. En raison de diverses caractéristiques de conception, telles qu'une ouverture rectangulaire dans le pont et des trous de forage, l'utilisation d'un bac à poissons est envisagée pour le Zwammerdam 1. Un bac à poissons est une construction de boîte spéciale dans laquelle les prises peuvent être maintenues en vie dans l'eau. La boîte est constamment alimentée en eau fraîche par de petits trous.[3][4]

#### Zwammerdam 3
Le Zwammerdam 3 était un grand canot en forme d'auge, long de 10,40 m et large de 1,40 m, équipé de contremarches en sapin argenté. Le bois de chêne de la coque principale a probablement été apporté du sud de l'Allemagne. Les restes du rail d'un petit mât ont été découverts, de sorte que le Zwammerdam 3 pouvait probablement non seulement être propulsé à la rame mais aussi à la voile, bien que la voile n'ait peut-être été qu'un moyen de propulsion supplémentaire. Zwammerdam 3 constitue un type indépendant au sein de l'ensemble des découvertes. Apparemment, ce type de navire est une forme de transition entre les canoës en rondins (Zwammerdam 1 et Zwammerdam 5) et les barges entièrement développées (Zwammerdam 2 et Zwammerdam 6).[5][3][6]

#### Zwammerdam 5
Le Zwammerdam 5 était un petit canot creusé de seulement 5,48 m de long et 0,76 m de large. Le pont partiellement conservé était en sapin argenté. À l'intérieur se trouvait une trappe avec une charnière en fer encore fonctionnelle. Le Zwammerdam 4 était situé directement à côté de la proue du Zwammerdam 5, beaucoup plus petit. Comme pour le Zwammerdam 1, l'utilisation d'un bac à poissons est considérée comme possible pour le Zwammerdam 4 en raison de caractéristiques de conception similaires (trappe dans le pont, petits trous).[3][7]

### Les navires-barges Zwammerdam 2, 4 et 6
Cette partie des découvertes se compose de bateaux à fond plat plus grands (20,25 m à 34 m de long) qui présentaient de fortes ressemblances avec des barges, avec leurs fonds construits dans le style d'un franc-bord. Deux des trois navires servaient de transporteurs de marchandises, l'un d'eux était probablement conçu à l'origine comme un ferry. Ils ont peut-être été utilisés au milieu du IIe siècle pour transporter des matériaux de construction dans le cadre du renforcement du limes germanique inférieur.

#### Zwammerdam 2
Le Zwammerdam 2 était un navire de 22,75 m de long et de 2,80 m de large. La hauteur maximale du côté du navire était de 0,95 m. Au milieu du navire, il formait un rectangle de 15,60 m de long sur 2,40 m à 2,80 m de large, auquel les sections avant et arrière étaient reliées sous la forme de trapèzes rétrécissants. L'examen de la trace du mât n'a révélé qu'un petit mât, qui aurait pu servir de mât de remorquage. Ce qui est surprenant, c'est une quille étroite de neuf mètres de long dans la zone du mât, qui est extrêmement solidement attaché à la coque. Avec un poids de huit tonnes, le Zwammerdam 2 est l'une des plus petites barges de fret romaines, mais il pouvait néanmoins transporter une charge de plus de 10 tonnes.
Le Zwammerdam 2 est le plus récent navire de l'ensemble des découvertes. L'analyse dendrochronologique le date de l'année 205.[8][3][9]

#### Zwammerdam 4
Avec une longueur de 34 m, une largeur allant jusqu'à 4,50 m et une hauteur de pont maximale de 1,20 m, le Zwammerdam 4 était de loin le plus grand navire de l'ensemble des découvertes de Zwammerdam. Au milieu du navire, il formait un rectangle de 24,50 m de long sur 4,00 m à 4,50 m de large, auquel les sections avant et arrière étaient reliées sous la forme de trapèzes rétrécissants. Selon une étude dendrochronologique, qui date Zwammerdam 4 de l'an 97 (selon d'autres sources pas avant 98), il s'agit également du plus ancien navire trouvé à cet endroit[10]. Il se trouvait à six mètres de profondeur sous des dépôts sédimentaires et ne pouvait être drainé, examiné, documenté et finalement récupéré qu'au moyen d'un mur de palplanches en fer, qui protégeait le site de fouilles contre la pénétration d'eau par le côté. Sa construction comprenait 93 poutres transversales et six rangées de planches, la planche la plus longue mesurant 21,60 m, 85 cm de large et 10 cm d'épaisseur. La taille du chêne dans lequel cette planche a été découpée devait être énorme. À seulement huit mètres de l'étrave se trouvait un banc de mât, sous lequel se trouvait le rail du mât. Le mât (non conservé) y était fixé à l'aide d'une traverse et de supports en fer. Toutes les caractéristiques de conception indiquent que le Zwammerdam 4 devait être un voilier, qui, dans sa structure et ses dimensions, était très similaire au navire romain Mainz 6[11] (conservé au Musée de la navigation antique de Mayence).[12][3]

#### Zwammerdam 6
Le Zwammerdam 6 était un navire de 20,25 m de long et jusqu'à 3,40 m de large avec une hauteur latérale de 0,90 m. Au milieu du navire, il forme un rectangle de 11,60 m sur 3,10 m sur 3,40 m, l'avant et l'arrière ne devenant que légèrement plus étroits, de sorte que la largeur de l'étrave était encore de 2,40 m, celle de la poupe de 2,20 m. En raison de la conception large de la proue et de la poupe et de la pente progressive de la coque vers les extrémités, on suppose que le navire était utilisé comme ferry. Malheureusement, lorsque les palplanches en fer ont été installées pour sauver le Zwammerdam 4, un coin a été coupé du côté bâbord du Zwammerdam 6 et le côté bâbord a été poussé à l'intérieur du navire et endommagé. Le côté tribord, cependant, a été presque entièrement préservé et était toujours relié à la coque, faisant de ce navire le seul à rendre une impression spatiale lors des fouilles.[13][14][3]

### Gouvernail entre les navires Zwammerdam 4 et 5
Près de la poupe du Zwammerdam 4 et en partie sous le Zwammerdam 5, un gouvernail presque entièrement conservé d'une longueur de 5,15 m et d'une largeur de safran de 1,24 m a été récupéré. Aucun lien entre ce gouvernail et le Zwammerdam 4 n'a pu être prouvé. La découverte de cette rame est remarquable dans la mesure où les rames romaines sont connues presque exclusivement à partir de représentations picturales, comme celle sur la pierre tombale de Blussus (de) de Mogontiacum[15]. Jusqu'à la découverte de Zwammerdam, seuls quelques gouvernails avaient été retrouvés in situ lors de fouilles archéologiques, par exemple en 1911 dans le lac de Neuchâtel près de Bevaix et en 1928/30 avec les navires de Nemi.[3]

## Expositions et restauration
Une exposition avec des trouvailles et des maquettes de tous les navires a été installée au Grand Café « De Haven » sur le terrain de l'établissement de santé. Les vestiges du canot en rondins Zwammerdam 5 (Z5) sont conservés et exposés dans la Archeologiehuis Zuid-Holland (ou Maison d'archéologie de Hollande-Méridionale) à l'Archeon à Alphen aan den Rijn. Le Z5 a eu une seconde vie de son existence de l'époque romaine en tant que cale à poissons : un entrepôt couvert rempli d'eau pour les poissons vivants. Un projet de restauration a été lancé à Archeon pour le reste des navires, qui durera cinq ans et pour lequel les navires ont été transportés de Lelystad à Archeon. Il existe des projets pour un musée archéologique provincial de la navigation romaine à l'Archéon. La première restauration de l'Archeon a été réalisée pour le Zwammerdam 2. Le bois a d'abord été rincé à l'eau claire, après quoi il a été imprégné de résine synthétique. Une reconstruction du Zwammerdam 6 à fond plat peut également être vue à l'Archeon, et une deuxième réplique du Zwammerdam 6 a été construite dans le parc archéologique (nl) de Xanten.
En partie en raison de sa valeur antique, une assemblée scientifique par des constructeurs de bateaux en bois spécialisés est préconisée pour le Zwammerdam 4. En raison du soutien limité pour un musée coûteux à Alphen et des coupes budgétaires gouvernementales avec des risques financiers pour Archeon, le Conseil provincial de Hollande-Méridionale préconise  Katwijk comme emplacement pour un musée maritime romain provincial. Katwijk bénéficie d'un flux continu de touristes qui en font une destination sûre pour les coûts engagés. À Archeon, une exposition permanente pour le Z2 et la réplique de Z4 peut être réalisée à moindre coût sur le côté nord-ouest du parc du musée.

## Présentation muséale

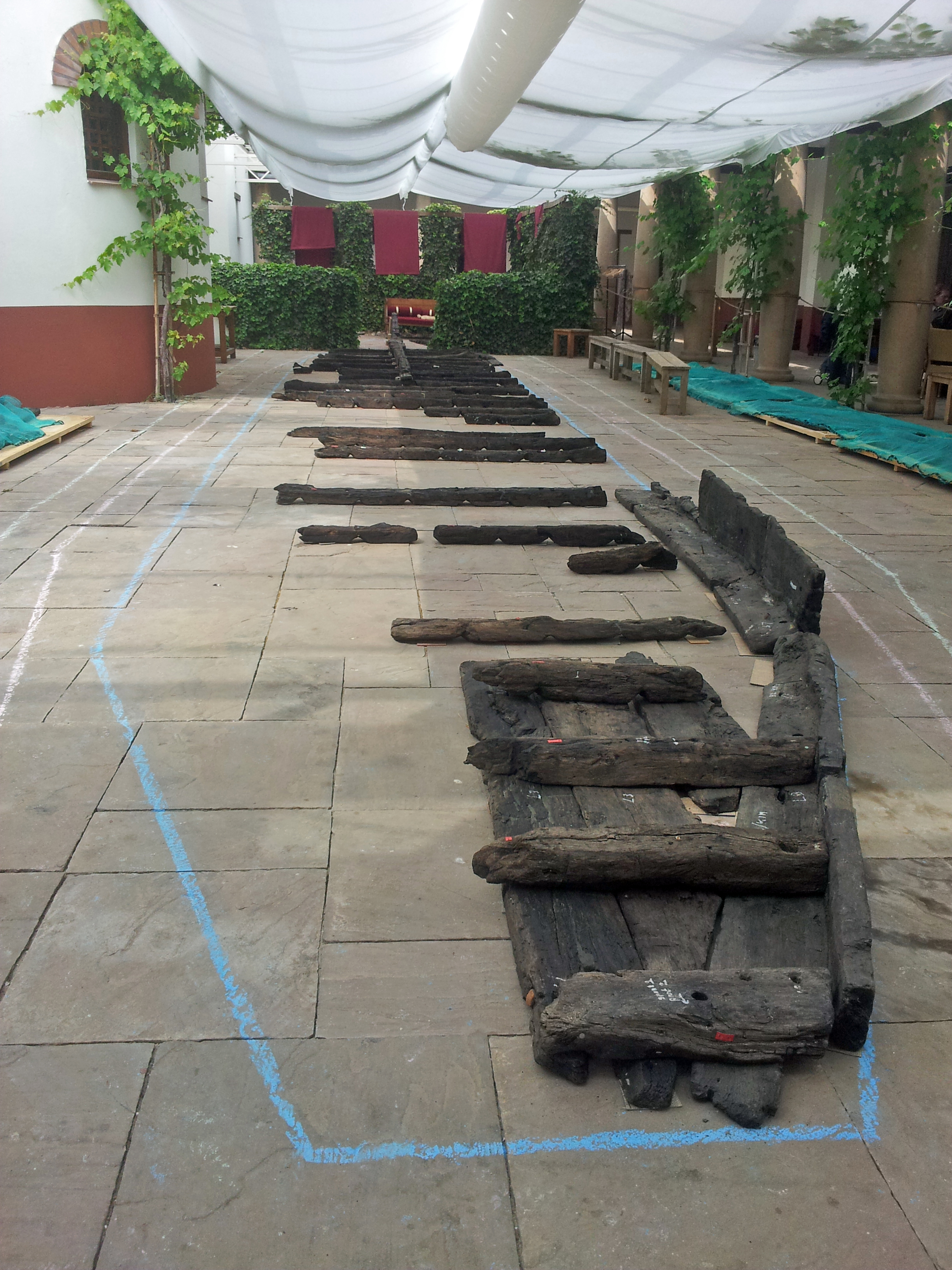
Présentation des parties du fond du Zwammerdam 2 en mai 2017.

Le projet ambitieux du Zwammerdamschepen en Nationaal Romeins scheepvaartmuseum (ou Navires de Zwammerdam et Musée maritime national romain en néerlandais) doit être réalisé d’ici 2025 sur le terrain du parc scientifique privé et très populaire « Parc à thème archéologique Archeon » à Aalphen aan den Rijn. Le projet est lié à la proposition de reconnaissance du limes de Germania inferior comme site du patrimoine mondial de l'UNESCO et vise à rassembler les six navires, qui sont actuellement encore préservés dans des ateliers de restauration, comme le Nederlands Instituut voor Scheeps- en onderwater Archeologie (NISA) (ou Institut néerlandais pour les navires et l'archéologie sous-marine en néerlandais) à Lelystad, sur le site de leur découverte et à les rendre visibles.[16][17]
Une maquette du Zwammerdam 2 à l'échelle 1:10 se trouve à Mayence, au Musée de la navigation antique[18].

## Galerie

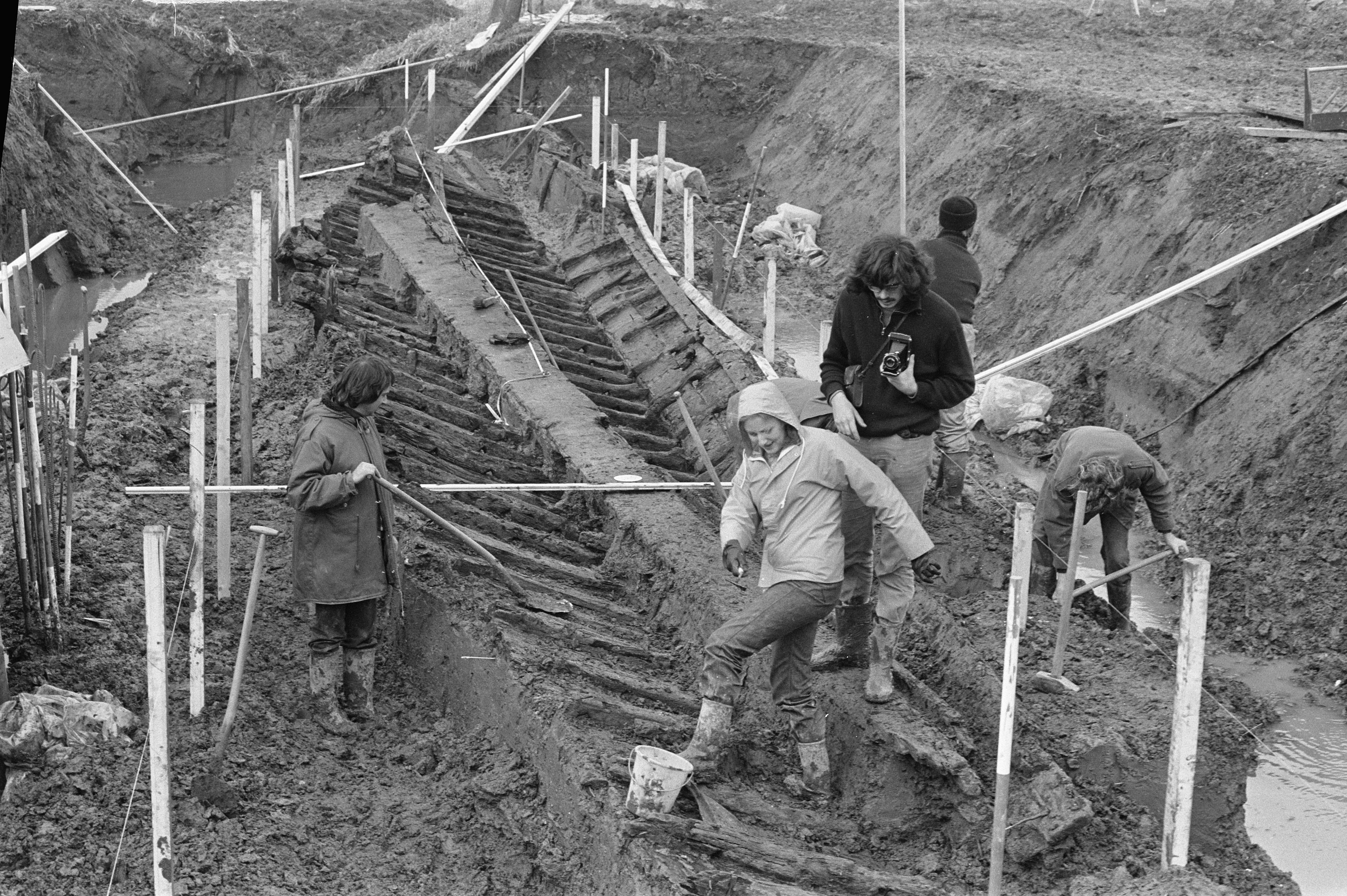
Des étudiants participent à des fouilles archéologiques sur un navire romain.
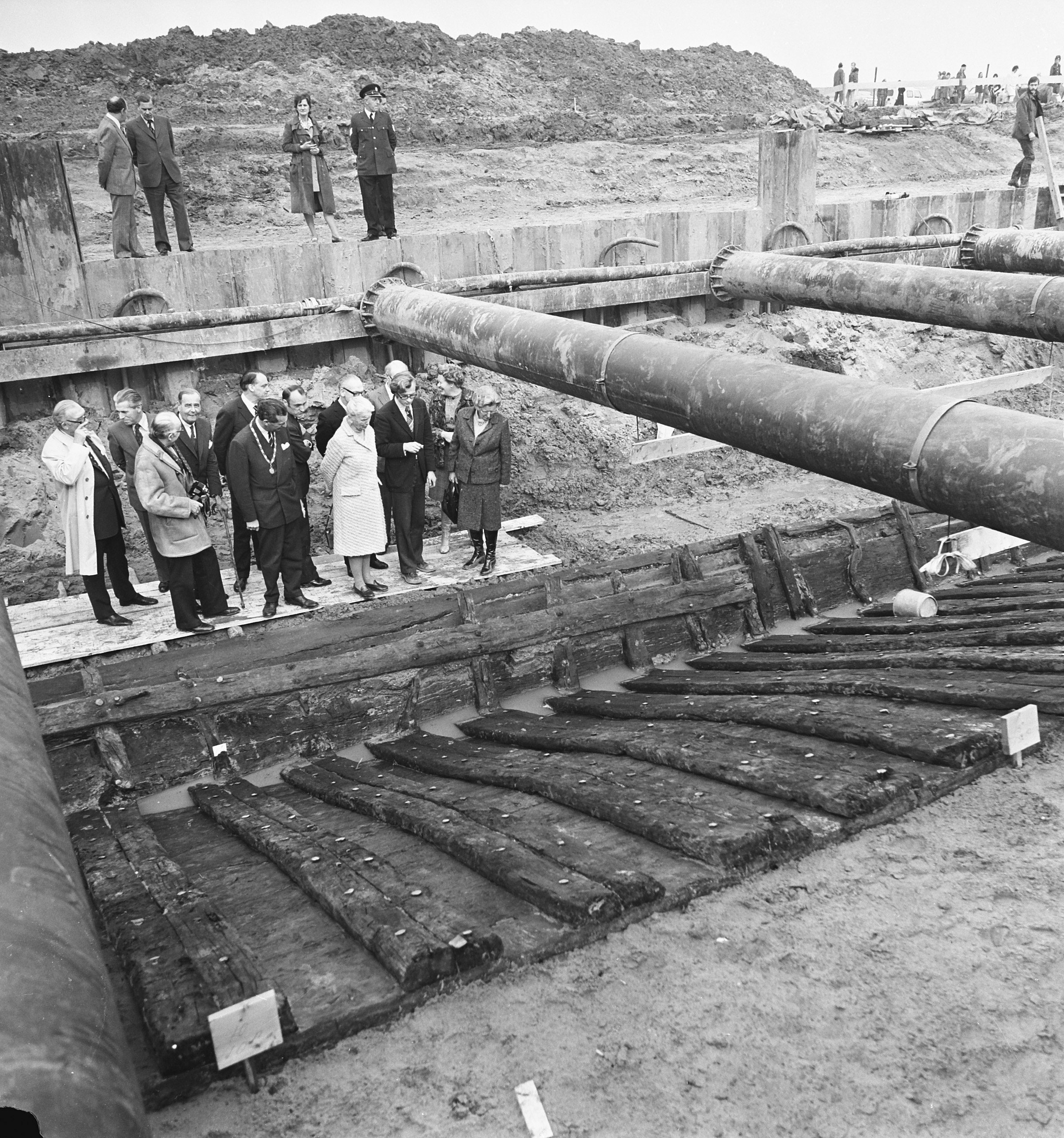
La reine Juliana visite l'épave du navire romain Zwammerdam.
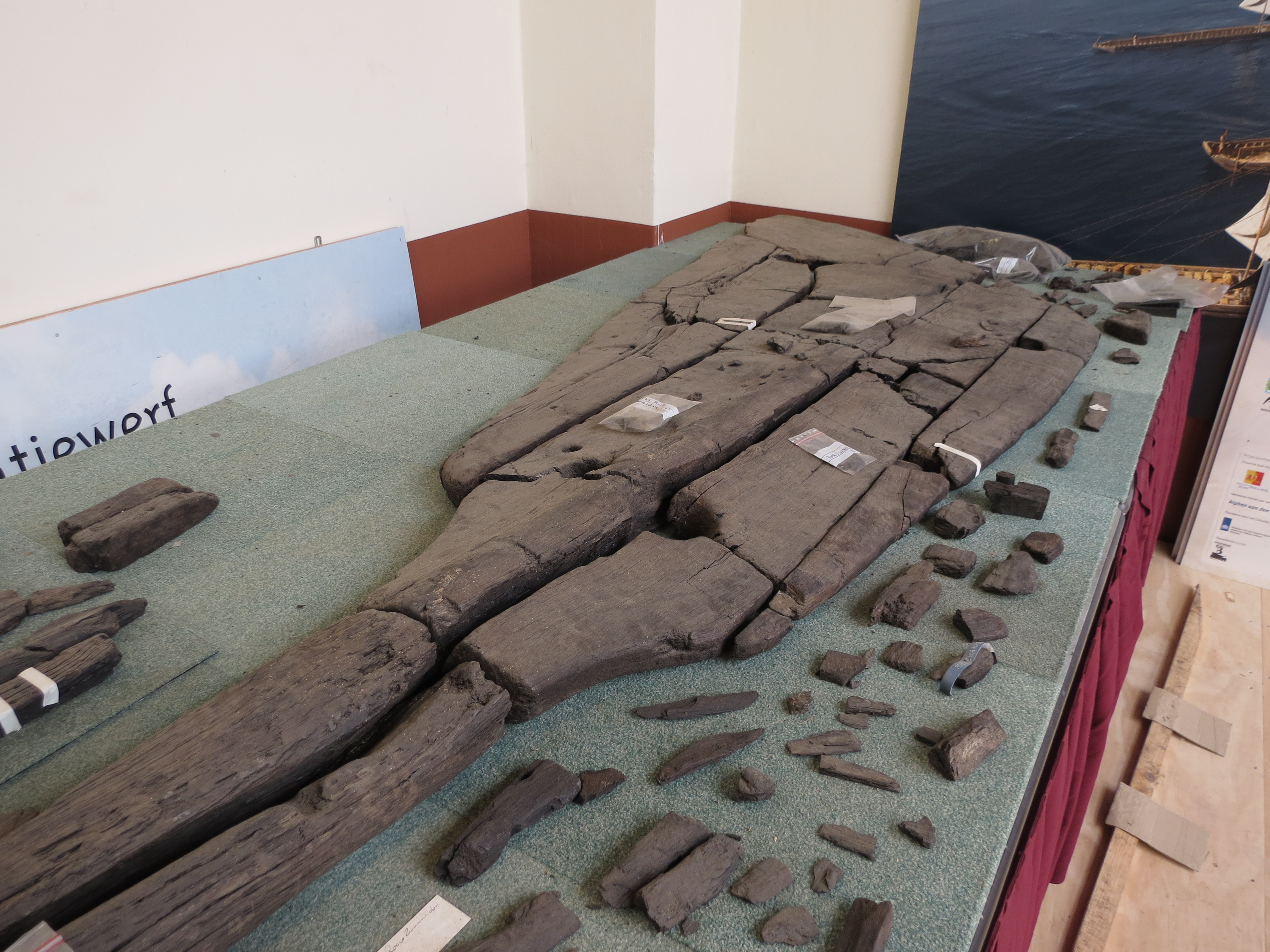
Gouvernail d'un cargo romain, exposé au parc à thème Archeon.
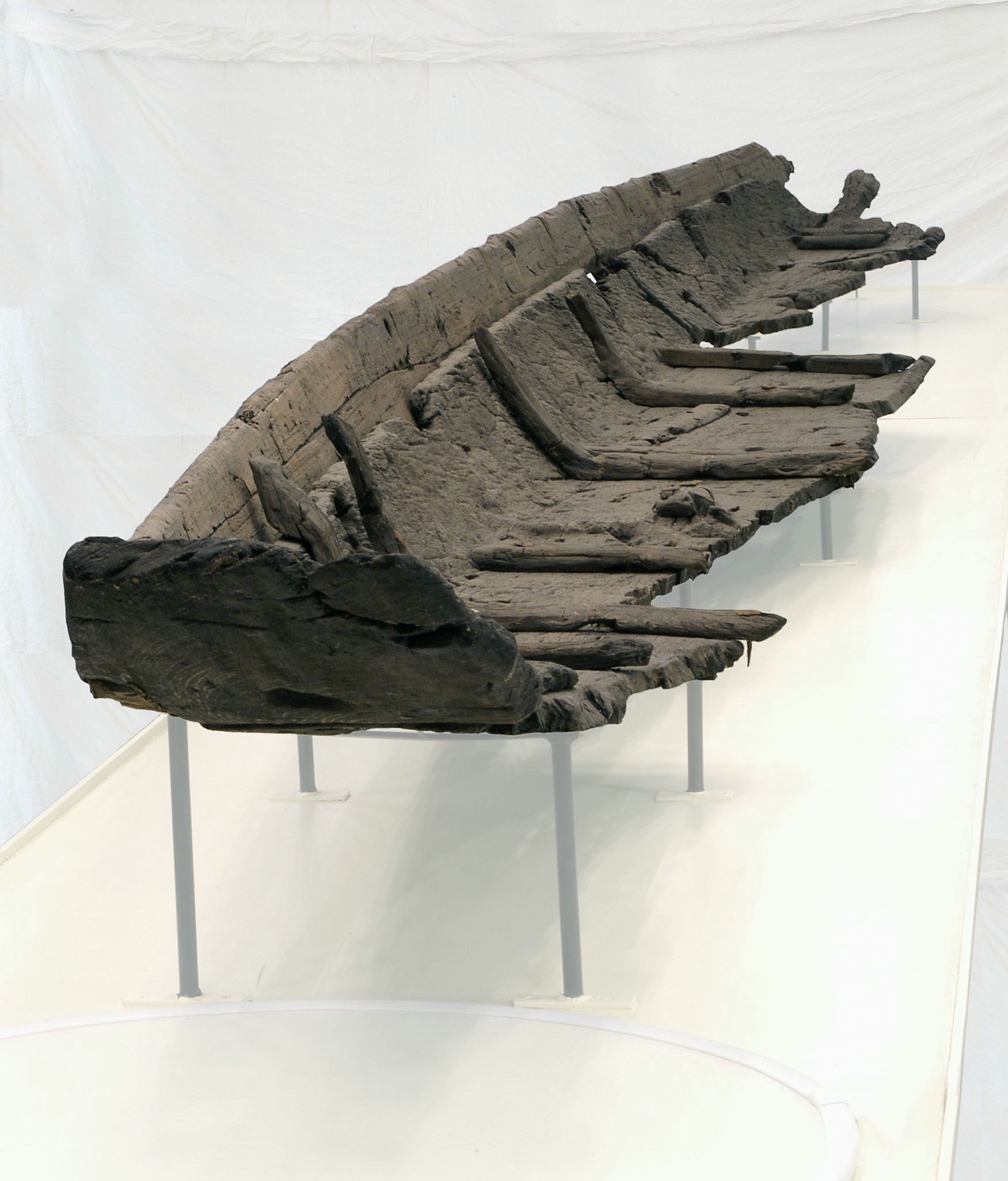
Canoë en rondins découvert à Zwammerdam.
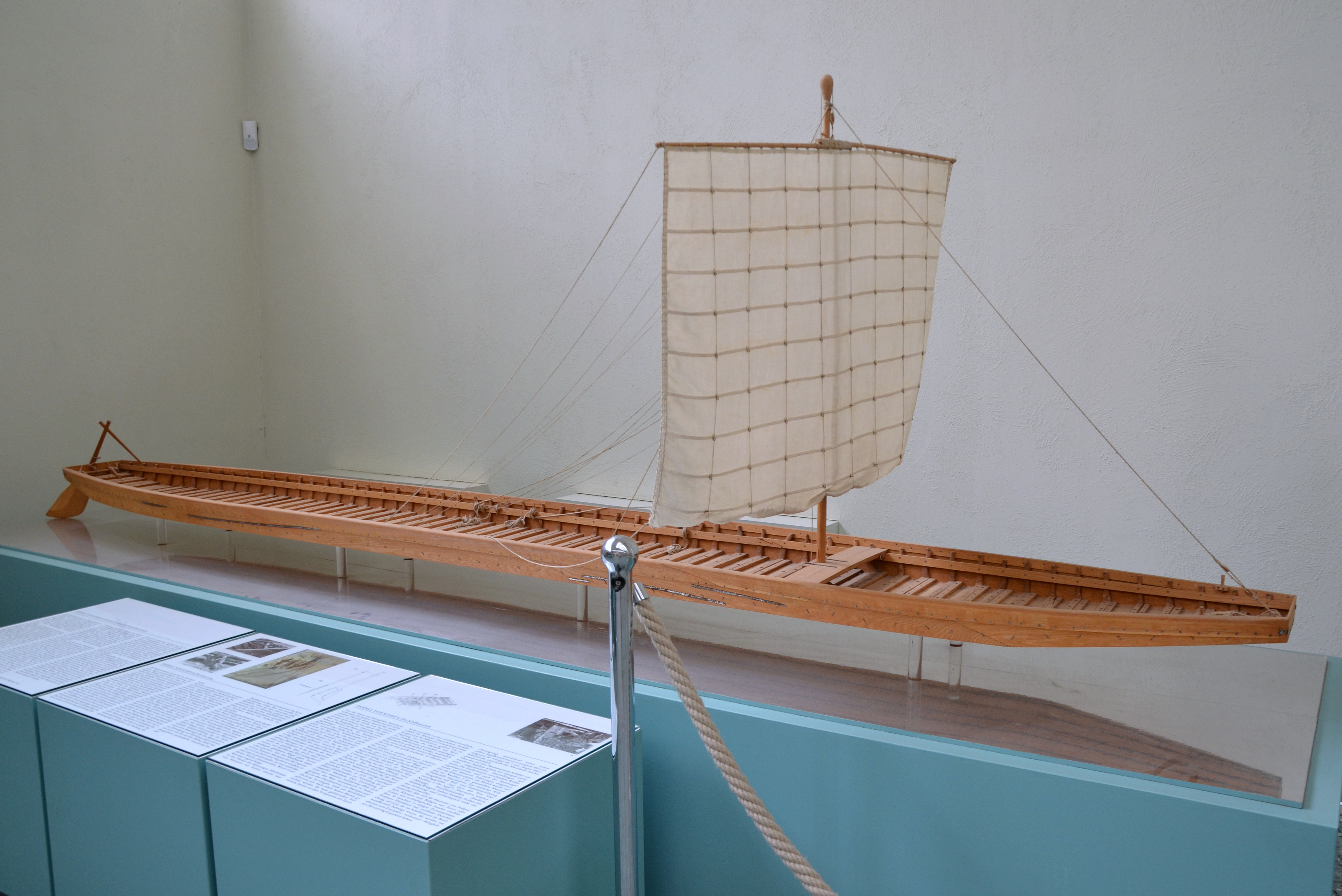
Maquette d'un cargo à fond plat tel que découvert à Zwammerdam, Musée de la navigation antique, Mayence.